# Maschhad-e-Ardehal
Maschhad-e-Ardehal (persisch مشهد اردهال Maschhad-e-Ardehal, IPA:  [mæʃhæd ɛ æɾdɛhɑl]) ist ein Dorf 38 km westlich von Kaschan. Das Dorf liegt in einem ziemlich trockenen Gebiet, das von Bergen und Hügeln umgeben ist. Wegen dieser geografischen Lage sind seine Sommer gemäßigt und seine Winter sehr kalt. Das Dorf ist bekannt für die Zeremonie Qalischuyan.
Die meisten Bewohner des Dorfes sind Bauern. Ihre wichtigsten landwirtschaftlichen Produkte sind Weizen, Gerste, Wassermelone, Gurke, Haselnuss und Walnuss. Die wichtigsten Handwerke im Dorf sind Teppich und Kelim. Obwohl die Qualität der Teppiche von Maschhad-e-Ardehal nicht so hoch wie die Qualität der Teppiche von Kaschan und Dschoschaghan Ghali ist, haben sie aber schöne Muster und ziemlich gute Qualität.
In der Nähe von Maschhad-e-Ardehal gibt es zwei historische Bauten, Imamzade Mohammad Oussat und Baba-Afsal-Mausoleum. Baba-Afsal-Mausoleum befindet sich im Dorf Margh in der Nähe von Maschhad-e-Ardehal. Baba Afsal war der bekannte Sufi des 15. Jahrhunderts.

## Etymologie
Maschhad-e-Ardehal befindet sich in einem Gebiet, das seit der antiken Zeit sehr heilig war. Die Ruinen eines sassanidischen Feuertempels und anderer Sakralbauten auf benachbarten Hügeln sind Beweise dafür. Das Wort Ardehal hat seinen Stamm aus Pahlawi und bedeutet „Heilige Hügel“ (Ard bedeutet „heilig“ und Hal bedeutet „Hügel“). Dieser Stamm existiert auch im Namen der Stadt Ardestan, der „Heiliges Gebiet“ oder „Heiliges Land“ bedeutet. Im 7. Jahrhundert nach der Ermordung Soltan Alis, des Sohnes des fünften schiitischen Imams, Muhammad ibn ʿAlī al-Bāqirs, und seines Grabes in Ardehal gewann das Dorf eine besondere religiöse Bedeutung für Schiiten und das Wort Maschhad, das „der Ort des Märtyrerstodes“ bedeutet, wurde zum Namen Ardehal hinzugefügt.